# 日経エデュケーションチャレンジ
日経エデュケーションチャレンジ（にっけいエデュケーションチャレンジ）は、日本経済新聞社が2001年より東京都内で開催している高校生対象のイベントである。

## 概要
米倉誠一郎一橋大学イノベーション研究センター長・教授が校長を務め、経済社会の動きやイノベーション事例を伝えることを目的としている（2001年～2004年まで「日経エデュケーションフォーラム」、2005年より現名称）。サブタイトルは「高校生のための社会スタディ」。
クレジットは以下の通りである。
- 主催 - 日本経済新聞社
- 後援 - 文部科学省、経済産業省、東京都教育委員会、経済同友会
- 協力 - 一橋大学イノベーション研究センター
- 協賛 - （年により異なる）

### 講義
米倉誠一郎校長による始業式・修了式（講演）がある。
始業式後、本イベントの協賛企業（年により異なる）の社員が講師となって、働く現場の第一線の様子や講師自身の社会経験を語ることで「働くこととは何か」について講義を行う（参加者は申し込み時に2社を1コースとした複数コースの中から参加したいコースを選ぶ）。
講義終了後には、参加者と講師による交流会の機会が設けられている。

### レポートコンテスト
参加者には、任意提出としてレポート課題が課される。テーマは年により異なるが、いずれもイノベーションに関連した内容である（例：2001年「イノベーションで未来をつくる」）。
審査のうえ優秀賞および佳作を選出し、優秀者のレポートは協賛企業の講義内容と共に毎年8月下旬～9月ごろ日本経済新聞紙上に「高校生のための社会スタディ広告特集」（企画・制作＝日本経済新聞社クロスメディア営業局）の形で掲載される。過去の掲載紙面の詳細については、#参考文献を参照。

## 各年の内容
2001年～2004年：「日経エデュケーションフォーラム」を“第○回フォーラム”

2005年～：「日経エデュケーションチャレンジ」を“チャレンジ○○○○”と表記している。
※協賛企業の社名表記は、参考文献に基づき各年開催当時のものである。
| 回数            | 日時                 | 会場                           | 協賛企業（50音順） | 備考                                                                |
| --------------- | -------------------- | ------------------------------ | --- | ------------------------------------------------------------------- |
| 第1回フォーラム | 2001年10月14日（日） | 東京ビッグサイト               | 旭化成ヘーベルハウス、NEC、エプソン販売、コナミ、三共、野村證券、フリスキー、吉野家ディー・アンド・シー                                                                     |                                                                     |
| 第2回フォーラム | 2002年7月29日（月）  | 東京ビッグサイト               | EPSON、クレディセゾン、コナミ、三共、JSAT、ジョンソン・エンド・ジョンソン、野村證券、吉野家ディー・アンド・シー                                                             |                                                                     |
| 第3回フォーラム | 2003年7月28日（月）  | 東京ビッグサイト               | オデッセイコミュニケーションズ、クレディセゾン、日清ファルマ/ビイ・エス・ティ、野村證券、ノーリツ鋼機、ブックオフコーポレーション、吉野家ディー・アンド・シー （※1）        | ※1 フューチャーインスティテュートは協賛クレジットに無いが、講義あり |
| 第4回フォーラム | 2004年7月26日（月）  | 東京ビッグサイト               | アメリカンファミリー生命保険会社、カシオ計算機、クレディセゾン、三共、JR東海、積水化学工業、日清ファルマ/ビイ・エス・ティ、ネクストジャパン、野村証券グループ、ノーリツ鋼機 | 学校教員対象「先生のための社会スタディ」同時開催                    |
| チャレンジ2005  | 2005年7月25日（月）  | 学術総合センター・一橋記念講堂 | アメリカンファミリー生命保険会社、カシオ計算機、クレディセゾン、三共、積水化学工業、野村証券グループ                                                                        |                                                                     |
| チャレンジ2006  | 2006年7月31日（月）  | 学術総合センター・一橋記念講堂 | アメリカンファミリー生命保険会社、積水化学工業、第一三共、野村グループ、ルネサス テクノロジ、ロッテ                                                                         | 始業式にてiモード開発者・松永真理×米倉誠一郎校長による対談実施      |
| チャレンジ2007  | 2007年7月31日（火）  | 秋葉原コンベンションホール     | アメリカンファミリー生命保険会社、積水化学工業、第一三共、ルネサス テクノロジ、野村グループ、ロッテ                                                                         |                                                                     |
| チャレンジ2008  | 2008年7月28日（火）  | 六本木アカデミーヒルズ40       | カシオ計算機、クラリオン、第一三共、ルネサス テクノロジ、ロッテ （※2） | ※2 野村グループは協賛クレジットに無いが、講義あり                   |
| チャレンジ2009  | 2009年7月22日（水）  | 六本木アカデミーヒルズ40       | クラリオン、第一三共、日本AEパワーシステムズ、富士通、ベルシステム24、ロッテ                                                                                                |                                                                     |
| チャレンジ2010  | 2010年7月29日（木）  | 六本木アカデミーヒルズ40       | クラリオン、国際石油開発帝石、住友ゴム工業、第一三共、日本AEパワーシステムズ、富士通                                                                                        |                                                                     |

## フォローアップシンポジウム
上記「高校生のための社会スタディ」を受けて、2001年～2003年および2006年には教育関係者や父母を対象にしたフォローアップシンポジウムが開催された。

### 2001年
- テーマ - “教育再生　知の大競争時代を見据えて”
- 日時 - 2001年12月8日（土）
- 会場 - 経団連ホール[1]
- 内容 - 基調講演（講師：北城恪太郎・日本アイ・ビー・エム代表取締役会長[2]）、パネルディスカッションほか
- 外部リンク - Internet Archiveによる2001年11月29日付記録

### 2002年
- テーマ - “日本における社会教育の在り方”
- 日時 - 2002年10月12日（土）
- 会場 - 日経ホール[3]
- 内容 - 「高校生のための社会スタディ」報告、パネルディスカッションほか

### 2003年
- テーマ - “教育を変える現実社会の力”
- 日時 - 2003年9月27日（土）
- 会場 - 日経ホール[3]
- 内容 - 「高校生のための社会スタディ」報告（レポートコンテスト・表彰式合同討議）、パネルディスカッション
- 外部リンク - Internet Archiveによる2003年12月16日付記録

### 2006年
「日本経済新聞創刊130周年記念　日経エデュケーションチャレンジシンポジウム」としての開催。
- テーマ - “働くということ－大人は今、子供たちに何を語るのか？”
- 日時 - 2006年10月28日（土）
- 会場 - 学術総合センター・一橋記念講堂
- 内容 - 特別講演（講師：田坂広志・多摩大学大学院教授）、「高校生のための社会スタディ」参加者によるトークセッション、パネルディスカッション
- 外部リンク - Internet Archiveによる2007年5月3日付記録